# Weseraue (Vogelschutzgebiet)
Das Gebiet Weseraue ist ein mit Verordnung vom Regierungspräsidium Detmold ausgewiesenes Europäisches Vogelschutzgebiet (Schutzgebietkennung DE–3519–401) im ostwestfälischen Kreis Minden-Lübbecke im Nordosten des deutschen Landes Nordrhein-Westfalen.
Die Vogelschutzrichtlinie der Europäischen Union dient der Erhaltung der wildlebenden, im Gebiet ihrer Mitgliedsstaaten heimischen Vogelarten und der Regelung des Schutzes, der Bewirtschaftung und der Regulierung dieser Vögel, ihrer Eier und Lebensräume.

## Lage
Das rund 27 Quadratkilometer große Vogelschutzgebiet „Weseraue“ umfasst die Auen rechts und links der Weser sowie den Bereich der Lahder Marsch. Es erstreckt sich über 25 Kilometer – davon sind rund sechs Kilometer gestaut – vom Abzweig des Schleusenkanals im Süden der Petershagener Kernstadt bis zur Landesgrenze zu Niedersachsen bei Schlüsselburg im Norden.

## Beschreibung
Das Vogelschutzgebiet „Weseraue“ wird als „eines der bedeutendsten Brut-, Mauser-, Rast-, Durchzugs- und Überwinterungsgebiete vor allem für Wasser- und Watvögel in Nordrhein-Westfalen“ beschrieben.
Es gilt als das bedeutendste Überwinterungsgebiet für Gänsesäger und Schellente sowie Rastgebiet für den Goldregenpfeifer in Nordrhein-Westfalen. Besonders bei strengem Frost dient die Weser, da sie nur in geringem Umfang zufriert, für Enten, Säger und Taucher oft als letzte Zufluchtstätte.

### Lebensraumklassen
|                                            |                                            |  |      |      |
| N06 – Binnengewässer, stehend und fließend | N06 – Binnengewässer, stehend und fließend |  | 18 % | 18 % |
| N07 – Moore, Sümpfe, Uferbewuchs           | N07 – Moore, Sümpfe, Uferbewuchs           |  | 3 %  | 3 %  |
| N10 – Feuchtes und mesophiles Grünland     | N10 – Feuchtes und mesophiles Grünland     |  | 4 %  | 4 %  |
| N14 – Melioriertes Grünland                | N14 – Melioriertes Grünland                |  | 22 % | 22 % |
| N15 – Anderes Ackerland                    | N15 – Anderes Ackerland                    |  | 50 % | 50 % |
| N19 – Mischwald                            | N19 – Mischwald                            |  | 3 %  | 3 %  |
|                                            |                                            |  |      |      |

## Schutzzweck
Genereller Schutzzweck ist „die Erhaltung und Weiterentwicklung der vorhandenen Habitatausstattung mit ihrer charakteristischen Avifauna.“
Vorrangig zu schützen und wiederherzustellen sind die Nahrungsflächen des Weißstorchs, die Rast- und Überwinterungsbereiche von Singschwan, Zwergschwan sowie von Blässgans und Waldsaatgans, die Rastgebiete des Goldregenpfeifers, die Brutplätze der Rohrweihe, die Brutplätze der Wat- und Wasservögel, die Brutplätze von Braunkehlchen, Teichrohrsänger und Uferschwalbe als auch die Rast- und Überwinterungsräume von Bruchwasserläufer, Dunkler Wasserläufer, Gänsesäger, Kampfläufer, Schellente, Waldwasserläufer und Zwergsäger.
Die gebietsbezogenen Erhaltungsziele und -maßnahmen sind je nach Art unterschiedlich beschrieben:

### Brutvögel

#### Baumfalke
Erhaltung und Entwicklung von strukturreichen Kulturlandschaften mit geeigneten Nahrungsflächen, die Verbesserung des Wasserhaushaltes zur Stabilisierung eines hohen Grundwasserstandes im Bereich der Nahrungsflächen, die Verbesserung der agrarischen Lebensräume durch Extensivierung der Flächennutzung, die Erhaltung der Brutplätze mit einem störungsarmen Umfeld sowie Vermeidung von Störungen an den Brutplätzen (Mai bis August)

#### Brandgans
Erhaltung und Entwicklung von Altarmen und Altwässern großer Flüsse mit Flachwasserzonen und Schlickufern, Renaturierung von Auenbereichen und Fließgewässern sowie Vermeidung von Störungen an den Brutplätzen (März bis Juni)

#### Braunkehlchen
Erhaltung von überwiegend spät gemähten extensiv bewirtschafteten Grünlandkomplexen, insbesondere mit Streuwiesenanteilen, Erhaltung der Großseggenriede, Moore und Heiden, von Saumstreifen wie Weg- und Feldraine sowie Rand- und Altgrasstreifen, aber auch von Brachen und gehölzfreien Böschungen, von vereinzelten Büschen, Hochstauden, Steinhaufen und anderen als Jagd-, Sitz- und Singwarten geeigneten Strukturen, von Sekundärlebensräumen wie aufgelassene Abbaustätten mit vorgenannten Lebensstätten, Erhaltung des Nahrungsangebots, insbesondere mit Insekten sowie Erhaltung störungsfreier oder zumindest störungsarmer Fortpflanzungsstätten während der Fortpflanzungszeit (1. Mai bis 31. August)

#### Eisvogel

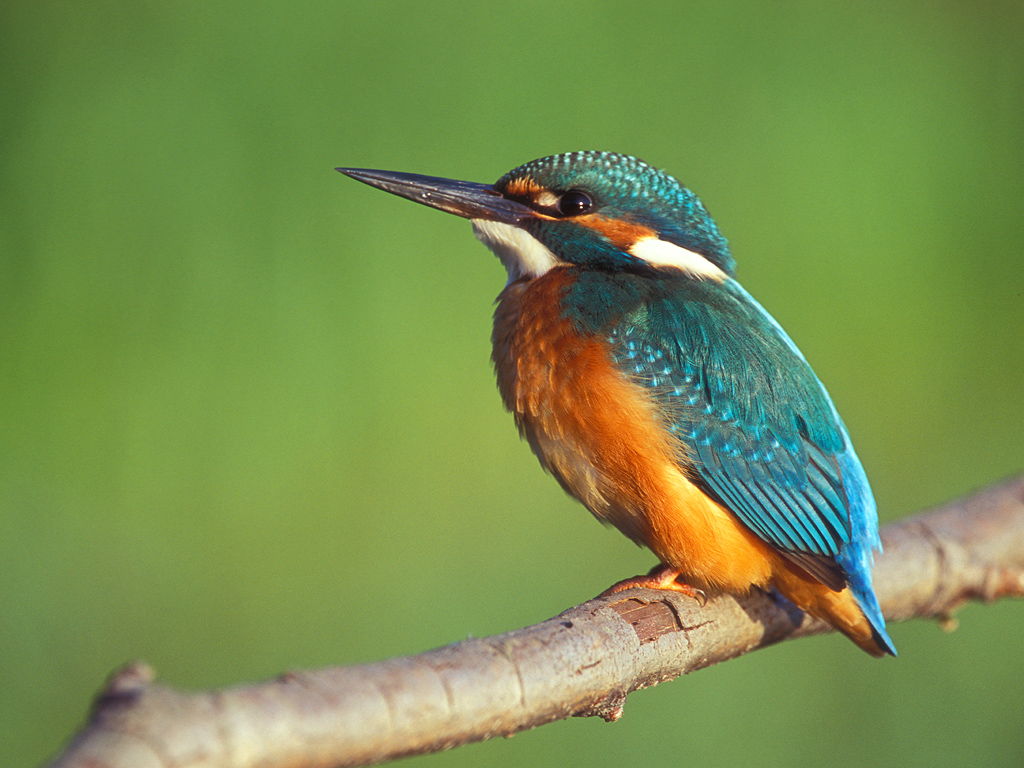
Eisvogel

Erhaltung der naturnahen Gewässer, von Steilwänden und Abbruchkanten aus grabbarem Substrat in Gewässernähe, von für die Brutröhrenanlage geeigneten Wurzeltellern umgestürzter Bäume in Gewässernähe, von Strukturen, die als Ansitz für die Jagd genutzt werden können wie starke Ufergehölze mit über das Gewässer hängenden Ästen, Erhaltung einer Wasserqualität, die gute Sichtbedingungen für den Beutefang gewährleistet, einer Gewässerdynamik, die die Neubildung von zur Nestanlage geeigneten Uferabbrüchen ermöglicht, Erhaltung von Sekundärlebensräumen wie aufgelassene Abbaustätten mit Gewässern und Steilufern, des Nahrungsangebots mit Kleinfischarten und Jungfischaufkommen sowie Erhaltung störungsfreier oder zumindest störungsarmer Fortpflanzungsstätten während der Fortpflanzungszeit vom 15. Februar bis zum 15. September.

#### Flussregenpfeifer
Erhaltung und Entwicklung von dynamischen Auenbereichen sowie Förderung einer intakten Flussmorphologie mit einer naturnahen Überflutungs- und Geschiebedynamik, die Erhaltung und Entwicklung von vegetationsarmen Kies- und Schotterbänken an Flüssen, Seen, Sand- und Kiesgruben, die Umsetzung von Rekultivierungskonzepten in Abbaugebieten nach den Ansprüchen der Art, die Verhinderung der Sukzession durch Entbuschung und Pflege sowie Vermeidung von Störungen an den Brutplätzen und Nahrungsflächen von April bis Juli

#### Flussseeschwalbe
Erhaltung und Entwicklung von dynamischen Auenbereichen und großflächigen Feuchtgebieten sowie Förderung einer intakten Flussmorphologie mit einer naturnahen Überflutungs- und Geschiebedynamik, Erhaltung und Entwicklung von vegetationsarmen Kies- und Schotterbänken an Flüssen, Seen und an Abgrabungsgewässern sowie Vermeidung von Störungen an den Brutplätzen (Mai bis Juli) sowie an Rast- und Nahrungsflächen

#### Kiebitz
Erhaltung und Entwicklung von feuchten Extensivgrünländern sowie von Feuchtgebieten mit Flachwasserzonen und Schlammflächen, die Vermeidung der Zerschneidung und Verinselung der besiedelten Lebensräume, die Verbesserung des Wasserhaushaltes zur Stabilisierung eines hohen Grundwasserstandes in Feuchtgebieten und Grünländern, die Anlage von Kleingewässern und Flachwassermulden, die Extensivierung der Acker- und Grünlandnutzung (kein Walzen nach dem 15. März, Maiseinsaat nach Mitte Mai, möglichst keine Beweidung oder geringer Viehbesatz bis zum 1. Juni, Grünlandmahd erst ab dem 1. Juni, doppelter Reihenabstand bei Getreideeinsaat, Anlage von Ackerrandstreifen, Anlage und Pflege (Mahd, Grubbern ab 1. August) von Acker-Stilllegungsflächen und Brachen, reduzierte Düngung, keine Verwendung von Pflanzenschutzmitteln) sowie die Vermeidung von Störungen an den Brutplätzen von März bis Anfang Juni

#### Knäkente
Erhaltung und Entwicklung von störungsarmen Nieder- und Hochmooren, Auen und Altarmen, Stillgewässern, Seen und Kleingewässern mit natürlichen Verlandungszonen, vegetationsreichen Uferröhrichten und angrenzenden Feuchtwiesen, die Verbesserung des Wasserhaushaltes zur Stabilisierung eines hohen Grundwasserstandes in Feuchtgebieten und Grünländern, eine schonende Gewässerunterhaltung unter Berücksichtigung der Ansprüche der Art, die Reduzierung von Nährstoff- und Schadstoffeinträgen im Bereich der Brut- und Nahrungsplätze durch Anlage von Pufferzonen bzw. Nutzungsextensivierung sowie die Vermeidung von Störungen an den Brutplätzen (April bis August) sowie an Rast- und Nahrungsflächen

#### Krickente
Erhaltung und Entwicklung von störungsarmen Nieder- und Hochmooren, Auen und Altarmen, Stillgewässern, Seen und Kleingewässern mit natürlichen Verlandungszonen, vegetationsreichen Uferröhrichten und angrenzenden Feuchtwiesen, die Verbesserung des Wasserhaushaltes zur Stabilisierung eines hohen Grundwasserstandes in Feuchtgebieten und Grünländern, eine schonende Gewässerunterhaltung unter Berücksichtigung der Ansprüche der Art, die Reduzierung von Nährstoff- und Schadstoffeinträgen im Bereich der Brut- und Nahrungsplätze durch Anlage von Pufferzonen bzw. Nutzungsextensivierung sowie die Vermeidung von Störungen an den Brutplätzen (April bis August) sowie an Rast- und Nahrungsflächen

#### Löffelente
Erhaltung und Entwicklung von störungsarmen Nieder- und Hochmooren, Auen und Altarmen, Stillgewässern, Seen und Kleingewässern mit natürlichen Verlandungszonen, vegetationsreichen Uferröhrichten und angrenzenden Feuchtwiesen, die Verbesserung des Wasserhaushaltes zur Stabilisierung eines hohen Grundwasserstandes in Feuchtgebieten und Grünländern, eine schonende Gewässerunterhaltung unter Berücksichtigung der Ansprüche der Art, die Reduzierung von Nährstoff- und Schadstoffeinträgen im Bereich der Brut- und Nahrungsplätze durch Anlage von Pufferzonen bzw. Nutzungsextensivierung sowie die Vermeidung von Störungen an den Brutplätzen (April bis August) sowie an Rast- und Nahrungsflächen

#### Pirol
Erhaltung und Entwicklung von lebensraumtypischen Weichholz- und Hartholzauenwäldern, Bruchwäldern sowie von lichten feuchten Laubmischwäldern mit hohen Altholzanteilen, die Erhaltung und Entwicklung von feuchten Feldgehölzen, Parkanlagen mit alten hohen Baumbeständen, die Verbesserung des Wasserhaushaltes zur Stabilisierung eines lebensraumtypischen Wasserstandes in Feucht- und Auwäldern sowie die Verbesserung des Nahrungsangebotes im Umfeld der Brutplätze

#### Rohrweihe
Erhaltung großräumiger, offener Landschaften mit Acker- und Grünlandflächen, Säumen, Wegrändern, Brachen, die Erhaltung und Entwicklung natürlicher Bruthabitate, die Vermeidung der Zerschneidung der besiedelten Lebensräume, die Extensivierung der Ackernutzung (Ackerrandstreifen, Anlage und Pflege von Acker-Stilllegungsflächen und Brachen; Belassen von Stoppelbrachen und reduzierte Düngung, keine Pflanzenschutzmittel), die Sicherung der Getreidebruten sowie die Vermeidung von Störungen an den Brutplätzen (Mai bis August)

#### Rotmilan

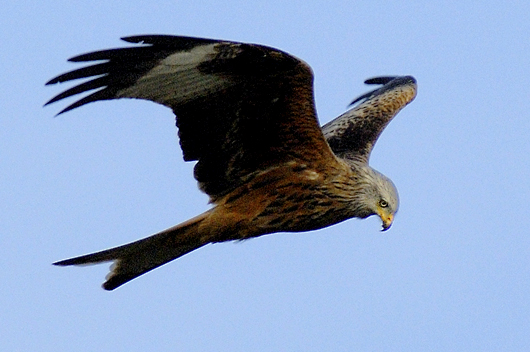
Rotmilan

Erhaltung von vielfältig strukturierten Kulturlandschaften mit lichten Waldbeständen, von Feldgehölzen, großen Einzelbäumen und Baumreihen in der offenen Landschaft, von Grünland, von Altholzinseln und alten, großkronigen Bäumen mit freier Anflugmöglichkeit, Erhaltung der Bäume mit Horsten, der Lebensräume ohne Gefahrenquellen wie nicht vogelsichere Freileitungen und Windkraftanlagen sowie die Erhaltung störungsfreier oder zumindest störungsarmer Fortpflanzungsstätten während der Fortpflanzungszeit vom 1. März bis zum 31. August

#### Schwarzkehlchen
Erhaltung und Entwicklung von extensiv genutzten Offenlandflächen mit insektenreichen Nahrungsflächen, die Extensivierung der Grünlandnutzung (Mahd erst ab dem 15. Juli, Mosaikmahd von kleinen Teilflächen, keine Düngung, keine Pflanzenschutzmittel), Habitaterhaltende Pflegemaßnahmen (extensive Beweidung (Schafen, Ziegen) möglichst nicht vor dem 1. August, Entkusselung, Erhalt einzelner Büsche und Bäume) sowie die Vermeidung von Störungen an den Brutplätzen (April bis Juli)

#### Schwarzmilan
Erhaltung und Entwicklung von alten, strukturreichen Laub- und Mischwäldern in Gewässernähe mit einem hohen Altholzanteil und lebensraumtypischen Baumarten, die Erhaltung und Entwicklung von naturnahen, fischreichen Nahrungsgewässern, die Verbesserung des Nahrungsangebotes, die Erhaltung der Horstbäume mit einem störungsarmen Umfeld, die Vermeidung von Störungen an den Brutplätzen (April bis Juli) sowie Entschärfung bzw. Absicherung von gefährlichen Strommasten und Freileitungen

#### Tafelente
Erhaltung und Entwicklung von naturnahen, störungsarmen Stillgewässern (Altarme, Seen, Rieselfelder) mit offenen Wasserflächen, vegetationsreichen Uferröhrichten und einem guten Nahrungsangebot, die Verbesserung des Wasserhaushaltes zur Stabilisierung eines hohen Grundwasserstandes in Feuchtgebieten und Grünländern, die schonende Gewässerunterhaltung unter Berücksichtigung der Ansprüche der Art, die Reduzierung von Nährstoff- und Schadstoffeinträgen im Bereich der Brut- und Nahrungsplätze durch Anlage von Pufferzonen sowie die Vermeidung von Störungen an den Brutplätzen (April bis August) sowie an Rast- und Nahrungsflächen

#### Teichrohrsänger
Erhaltung und Entwicklung von störungsarmen Altschilfbeständen und Schilf-Rohrkolben-Gesellschaften an Still- und Fließgewässern, Gräben, Feuchtgebieten und Sümpfen, die behutsame Schilfmahd unter Erhalt eines hohen Anteils an Altschilf, die Verbesserung des Wasserhaushaltes zur Stabilisierung eines hohen Grundwasserstandes in Feuchtgebieten, die Verbesserung des Nahrungsangebotes im Umfeld der Brutplätze sowie die Vermeidung von Störungen an den Brutplätzen von Anfang Mai bis Ende August

#### Uferschwalbe
Erhaltung und Entwicklung von dynamischen Fließgewässersystemen mit Prallhängen, Steilufern, und Flussbettverlagerungen, die Erhaltung und Entwicklung eines dauerhaften Angebotes geeigneter Nistplätze, die Erhaltung von Feuchtgebieten mit Schilfbeständen als Rast- und Sammelplatz, die schonende Gewässerunterhaltung sowie Umsetzung von Rekultivierungskonzepten in Abbaugebieten nach den Ansprüchen der Art sowie die Vermeidung von Störungen an den Brutplätzen

#### Weißstorch
Erhaltung und Entwicklung von großflächigen, feuchten Extensivgrünländern und artenreichen Feuchtgebieten, die Vermeidung der Zerschneidung und Verinselung der besiedelten Lebensräume, die Verbesserung des Wasserhaushaltes zur Stabilisierung eines hohen Grundwasserstandes in Feuchtgebieten und Grünländern, die Anlage von Kleingewässern und Flachwassermulden, die Verbesserung der agrarischen Lebensräume durch Extensivierung der Grünlandnutzung sowie die Entschärfung bzw. Absicherung von gefährlichen Strommasten und Freileitungen

#### Wiesenpieper
Erhaltung und Entwicklung von extensiv genutzten, feuchten Offenlandflächen mit insektenreichen Nahrungsflächen (zum Beispiel Nass-, Feucht-, Magergrünländer, Brachen, Heideflächen und Moore), die Verbesserung des Wasserhaushaltes zur Stabilisierung eines hohen Grundwasserstandes in Grünländern sowie die Extensivierung der Grünlandnutzung

### Zugvögel

#### Alpenstrandläufer
Erhaltung und Entwicklung von geeigneten Nahrungsflächen, die Erhaltung und Entwicklung von dynamischen Auenbereichen und großflächigen Feuchtgebieten mit einer naturnahen Überflutungsdynamik, die Verbesserung des Wasserhaushaltes zur Stabilisierung eines hohen Grundwasserstandes in Feuchtgebieten, die Anlage von Kleingewässern und Flachwassermulden sowie die Vermeidung von Störungen an Rast- und Nahrungsflächen

#### Bekassine
Erhaltung und Wiederherstellung von Nassgrünland, Überschwemmungsflächen, Sumpfstellen und Mooren sowie von Feuchtgebieten mit Flachwasserzonen und Schlammflächen, die Vermeidung der Zerschneidung und Verinselung der Lebensräume, die Verbesserung des Wasserhaushaltes zur Stabilisierung eines hohen Grundwasserstandes in Feuchtgebieten, die Anlage von Kleingewässern und Flachwassermulden, habitaterhaltende Pflegemaßnahmen (möglichst keine Beweidung oder nur geringer Viehbesatz vom 15. April bis Ende Juni, gegebenenfalls Entkusselung außerhalb der Brutzeit) und die Vermeidung von Störungen an den Brutplätzen (April bis Juni) sowie an Rast- und Nahrungsflächen

#### Blässgans
Erhaltung großräumiger, offener Landschaften mit freien Sichtverhältnissen und Flugkorridoren, die Erhaltung und Entwicklung von geeigneten Nahrungsflächen, die Erhaltung und Entwicklung von dynamischen Auenbereichen und großflächigen Feuchtgebieten mit einer naturnahen Überflutungsdynamik sowie die Vermeidung von Störungen an Rast-, Nahrungs- und Schlafplätzen

#### Bruchwasserläufer
Erhaltung und Entwicklung von geeigneten Nahrungsflächen, die Erhaltung und Entwicklung von dynamischen Auenbereichen und großflächigen Feuchtgebieten mit einer naturnahen Überflutungsdynamik, die Verbesserung des Wasserhaushaltes zur Stabilisierung eines hohen Grundwasserstandes in Feuchtgebieten, die Anlage von Kleingewässern und Flachwassermulden sowie die Vermeidung von Störungen an Rast- und Nahrungsflächen

#### Dunkler Wasserläufer
Erhaltung und Entwicklung von geeigneten Nahrungsflächen wie Flachwasserzonen, Schlammufern, Feucht-, Nassgrünland und Überschwemmungsflächen, die Erhaltung und Entwicklung von dynamischen Auenbereichen und großflächigen Feuchtgebieten mit einer naturnahen Überflutungsdynamik, die Verbesserung des Wasserhaushaltes zur Stabilisierung eines hohen Grundwasserstandes in Feuchtgebieten, die Anlage von Kleingewässern und Flachwassermulden sowie die Vermeidung von Störungen an Rast- und Nahrungsflächen

#### Gänsesäger
Erhaltung und Entwicklung von geeigneten Nahrungsgewässern sowie die Vermeidung von Störungen an Rast-, Nahrungs- und Schlafplätzen

#### Goldregenpfeifer
Erhaltung großräumiger, offener Landschaften sowie Erhaltung und Entwicklung von geeigneten Nahrungsflächen

#### Großer Brachvogel
Erhaltung und Entwicklung von feuchten Extensivgrünländern, Überschwemmungsflächen, Mooren sowie von Feuchtgebieten mit Flachwasserzonen und Schlammflächen, die Vermeidung der Zerschneidung und Verinselung der Lebensräume, die Verbesserung des Wasserhaushaltes zur Stabilisierung eines hohen Grundwasserstandes in Feuchtgebieten und Grünländern, die Anlage von Kleingewässern und Flachwassermulden, die Extensivierung der Grünlandnutzung (Mahd erst ab 15. Juni, möglichst keine Beweidung oder geringer Viehbesatz bis zum 15. Juni, kein Walzen nach dem 15. März, reduzierte Düngung, keine Pflanzenschutzmittel), die Sicherung der Brutplätze sowie die Vermeidung von Störungen an den Brutplätzen (März bis Juni), Rast- und Nahrungsflächen

#### Grünschenkel
Erhaltung und Entwicklung von geeigneten Nahrungsflächen, die Erhaltung und Entwicklung von dynamischen Auenbereichen und großflächigen Feuchtgebieten mit einer naturnahen Überflutungsdynamik, die Verbesserung des Wasserhaushaltes zur Stabilisierung eines hohen Grundwasserstandes in Feuchtgebieten. die Anlage von Kleingewässern und Flachwassermulden sowie Vermeidung von Störungen an Rast- und Nahrungsflächen

#### Kampfläufer
Erhaltung und Entwicklung von geeigneten Nahrungsflächen, die Erhaltung und Entwicklung von dynamischen Auenbereichen und großflächigen Feuchtgebieten mit einer naturnahen Überflutungsdynamik, die Verbesserung des Wasserhaushaltes zur Stabilisierung eines hohen Grundwasserstandes in Feuchtgebieten, die Anlage von Kleingewässern und Flachwassermulden sowie die Vermeidung von Störungen an Rast- und Nahrungsflächen

#### Kranich
Erhaltung großräumiger, offener Landschaften mit freien Sichtverhältnissen und Flugkorridoren, die Erhaltung und Entwicklung von geeigneten Nahrungsflächen im Bereich von potenziellen Brutplätzen sowie die Vermeidung von Störungen an Brut-, Rast-, Nahrungs- und Schlafplätzen

#### Pfeifente
Erhaltung und Entwicklung von geeigneten Nahrungsflächen, die Erhaltung und Entwicklung von dynamischen Auenbereichen und großflächigen Feuchtgebieten mit einer naturnahen Überflutungsdynamik sowie die Vermeidung von Störungen an Rast-, Nahrungs- und Schlafplätzen

#### Raubwürger

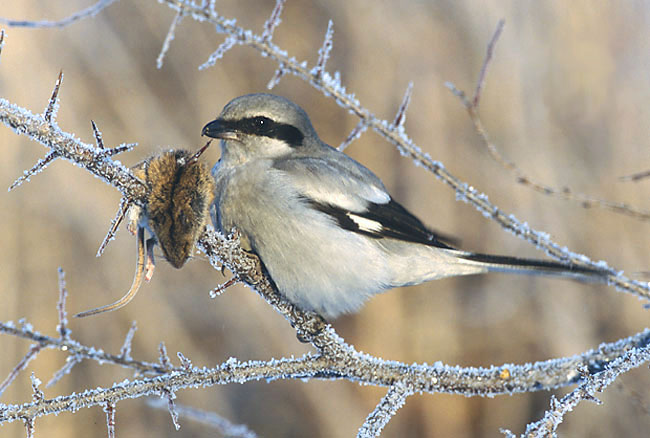
Raubwürger

Erhaltung von ausgedehnten extensiv bewirtschafteten Streuobstwiesen mit zahlreichen Büschen, von Heckengebieten mit den dortigen Kleinstrukturen wie Steinriegelhecken, kleinflächige Brachen, sumpfige Senken, Einzelbüsche und -bäume, unbefestigte Feldwege, Erhaltung der beweideten Wacholderheiden mit Busch- und Baumgruppen, Erhaltung von magerem Grünland, von Ödland- und Bracheflächen sowie Saumstreifen, Erhaltung der Moore mit Büschen und Bruchwaldinseln, der quelligen Stellen und sumpfigen Senken, Erhaltung von unzerschnittenen Landschaften, insbesondere ohne befestigte Wege und Straßen, Erhaltung des Nahrungsangebots, insbesondere mit Kleinsäugern und Großinsekten sowie Erhaltung störungsfreier oder zumindest störungsarmer Fortpflanzungsstätten während der Fortpflanzungszeit vom 15. Februar bis zum 15. Juli

#### Waldsaatgans
Erhaltung großräumiger, offener Landschaften mit freien Sichtverhältnissen und Flugkorridoren, die Erhaltung und Entwicklung von geeigneten Nahrungsflächen (Stoppelfelder, Überschwemmungsflächen, feuchtes Dauergrünland), die Erhaltung und Entwicklung von dynamischen Auenbereichen und großflächigen Feuchtgebieten mit einer naturnahen Überflutungsdynamik sowie die Vermeidung von Störungen an Rast-, Nahrungs- und Schlafplätzen

#### Schellente
Erhaltung und Entwicklung von geeigneten Nahrungsgewässern sowie die Vermeidung von Störungen an Rast- und Nahrungsflächen

#### Sichelstrandläufer
Erhaltung und Entwicklung von geeigneten Nahrungsflächen, die Erhaltung und Entwicklung von dynamischen Auenbereichen und großflächigen Feuchtgebieten mit einer naturnahen Überflutungsdynamik, die Verbesserung des Wasserhaushaltes zur Stabilisierung eines hohen Grundwasserstandes in Feuchtgebieten, die Anlage von Kleingewässern und Flachwassermulden sowie die Vermeidung von Störungen an Rast- und Nahrungsflächen

#### Singschwan
Erhaltung großräumiger, offener Landschaften mit freien Sichtverhältnissen und Flugkorridoren, die Erhaltung und Entwicklung von geeigneten Nahrungsflächen, die Erhaltung und Entwicklung von dynamischen Auenbereichen und großflächigen Feuchtgebieten mit einer naturnahen Überflutungsdynamik sowie die Vermeidung von Störungen an Rast-, Nahrungs- und Schlafplätzen

#### Spießente
Erhaltung und Entwicklung von vegetationsreichen Nahrungsgewässern mit seichten Flachwasserbereichen, die Reduzierung von Nährstoffeinträgen im Bereich der Brut- und Nahrungsplätze sowie die Vermeidung von Störungen an Brut-, Rast- und Nahrungsplätzen

#### Trauerseeschwalbe
Erhaltung und Entwicklung von vegetationsreichen Gewässern mit ausgeprägter Schwimmblatt- und Ufervegetation und einer natürlichen Vegetationszonierung in den Uferbereichen, die Verbesserung des Wasserhaushaltes zur Stabilisierung eines hohen Grundwasserstandes in Feuchtgebieten, die Stützungsmaßnahmen durch Anlage von Brutflößen auf geeigneten Gewässern, die Bewahrung der Unzugänglichkeit aktueller und potenziell besiedelbarer Brutplätze und die Vermeidung von Störungen an den Brutplätzen (Mai bis Juli) sowie an Rast- und Nahrungsflächen

#### Waldwasserläufer
Erhaltung und Entwicklung von geeigneten Nahrungsflächen, die Erhaltung und Entwicklung von dynamischen Auenbereichen und großflächigen Feuchtgebieten mit einer naturnahen Überflutungsdynamik, die Verbesserung des Wasserhaushaltes zur Stabilisierung eines hohen Grundwasserstandes in Feuchtgebieten, die Anlage von Kleingewässern und Flachwassermulden sowie die Vermeidung von Störungen an Rast- und Nahrungsflächen

#### Wanderfalke
Erhaltung von offenen Felswänden, Felsbändern und Felskuppen mit Nischen und Überhängen, gegebenenfalls behutsames Freistellen von zuwachsenden Brutplätzen, die Erhaltung der Brutplätze an Bauwerken sowie die Vermeidung von Störungen an den Brutplätzen (März bis Juni)

#### Zwergsäger
Erhaltung und Entwicklung von geeigneten Nahrungsgewässern sowie die Vermeidung von Störungen an Rast- und Nahrungsflächen

#### Zwergtaucher
Erhaltung und Entwicklung von naturnahen, störungsarmen Stillgewässern mit dichter Schwimmblatt-, Ufervegetation und Verlandungszonen, die Verbesserung des Wasserhaushaltes zur Stabilisierung eines hohen Grundwasserstandes in Feuchtgebieten, die Reduzierung von Nährstoff- und Schadstoffeinträgen im Bereich der Brutplätze durch Anlage von Pufferzonen sowie die Vermeidung von Störungen an den Brutplätzen (April bis Anfang September) sowie an Rast- und Nahrungsflächen

## Zusammenhang mit anderen Schutzgebieten
Mit dem Vogelschutzgebiet „Weseraue“ sind folgende, zusammenhängende Schutzgebiete ausgewiesen:
- Naturschutzgebiet „Weseraue“
- Naturschutzgebiet Staustufe Schlüsselburg
- „Weserstaustufe Schlüsselburg“
- Windheimer Marsch
- Häverner Marsch
- Grube Baltus